# بوخالف (بوخالف)
بوخالف هي إحدى مشيخات المملكة المغربية، تتبع جغرافيا لعمالة طنجة أصيلة وإداريًا لبوخالف. يقدر عدد سكانها بـ 12434 نسمة حسب الإحصاء الرسمي للسكان والسكنى لسنة 2004.